# Shokhboz Umarov
Shokhboz Umarov (Tashkent, 9 de marzo de 1999) es un futbolista uzbeko que juega en la demarcación de centrocampista para el FC Ordabasy de la Liga Premier de Kazajistán.

## Selección nacional
Hizo su debut con la selección de fútbol de Uzbekistán el 9 de octubre de 2021 en un encuentro amistoso contra Malasia que finalizó con un resultado de 5-1 a favor del combinado uzbeko tras el gol de Baddrol Bakhtiar para Malasia, y de Azizbek Amonov, otro del propio Norchaev, y un doblete de Dostonbek Khamdamov para Uzbekistán.

## Clubes
| Club                   | País        | Año       | Partidos | Goles |
| ---------------------- | ----------- | --------- | -------- | ----- |
| FC AGMK                | Uzbekistán  | 2018-2019 | 4        | 0     |
| FC Energetik-BGU Minsk | Bielorrusia | 2020      | 31       | 4     |
| FC BATE Borisov        | Bielorrusia | 2021-2022 | 36       | 6     |
| FC Ordabasy            | Kazajistán  | 2022-     | 65       | 7     |